# Col des Roches
Col des Roches (919 m/nm) je planinski prijevoj u Jurskom gorju na granici između kantona Neuchâtel u Švicarskoj i Francuske.
Značajan je po podzemnim mlinovima iz 16. stoljeća koji se nalaze u špiljama na švicarskoj strani.

## Promet
Povezuje Le Locle u Švicarskoj i naselja Morteau i Villers-le-Lac u Francuskoj. Ispod prijevoja je prokopan cestovni tunel duljine oko 100 metara.

## Galerija slika
- Podzemni mlinovi
- Ulaz u tunel sa švicarske strane
- Fotografija tunela iz 1934.

## Vanjske poveznice
|  | Zajednički poslužitelj ima još gradiva o temi Col des Roches |